# 保拉
保拉（義大利語：Paola），是意大利科森扎省的一个市镇。总面积42平方公里，人口16890人，人口密度402.1人/平方公里（2009年）。ISTAT代码为078091。

## 友好城市
- 法國 弗雷瑞斯